# Radotínský přístav

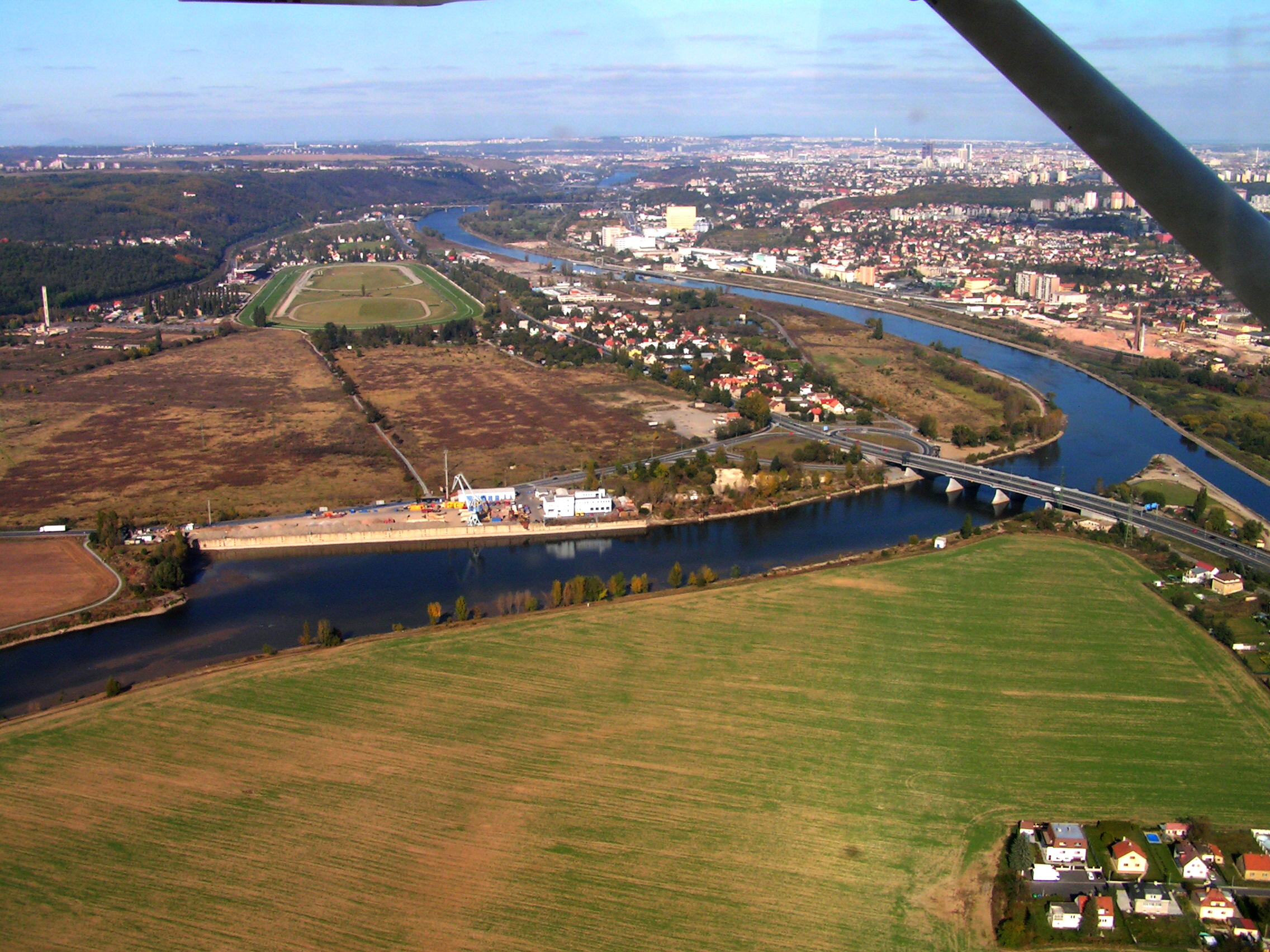
Letecký pohled na přístav

Radotínský přístav je říční přístav v Praze-Lahovicích a Radotíně na břehu Berounky asi 600 m nad soutokem s Vltavou, v lokalitě zvané Lebedov.
Přístav byl budován od roku 1983. Je určen pro překládku štěrkopísku a dalších stavebních hmot a velmi těžkých a rozměrných výrobků. Rozměry přístavu jsou 600×110 m, hloubka 2,5–2,8 m. Komunikační napojení je pouze silniční.
Podle územního plánu Prahy z roku 1986 měl být přístav původně podstatně rozsáhlejší a zahrnovat i prostor mezi dnešní ulicí Výpadovou a Radotínským mostem. Bylo také předpokládáno i napojení na železniční trať a napojení na stanici Radotín.